# Црква Вазнесења у Зајечару
Храм Вазнесења Господњег у Зајечару је најзначајнија црква која се гради у источној Србији. Ова црква изгледом подсећа на Грачаницу, после неколико година скоро је готова, остало је да се обави још фрескопис.
Темељи цркве су освећени 2006. године од стране Епископа Тимочког Јустина, Епископа Жичког Хризостома и Епископа Захумско Херцеговачког Григорија. Црква се налази у Зајечару у несељу Котлујевац.
Са цркве су 2010. године украдени бакарни олуци.